# Deli

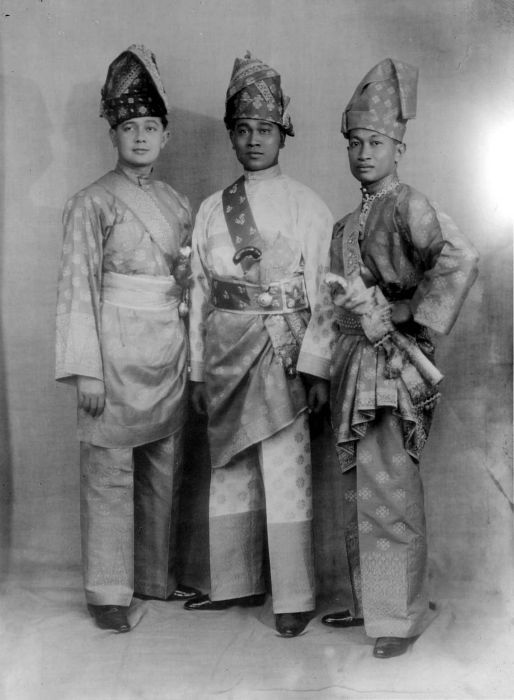
Sultans de Deli, Langkat i Serdang

Deli fou un important estat de la costa oriental de Sumatra. Sota domini neerlandès formà part de la subdivisió de Deli en Serdang (Deli i Serdang) a la residència de la Costa Oriental.
La regió de Deli i Serdang formava el regne d'Aru (basat a la vall del riu Lalang modernament Deli Tua) i fou conquerida pel sultanat d'Aceh el 1612. La casa reial de Deli fou fundada per un noble d'Aceh el 1630; era descendent d'Amir Muhammad Badar ud-din Khan, un noble de Delhi (Índia) que s'havia casat amb la princesa Chandra Dewi filla de Sultan Muhammad Said uz-Zahir Malik, Sultan de Samudra o Pasai. Muhammad Dalik fou wakil (representant) del sultà d'Aceh a Aru. El seu fill es va declarar independent d'Aceh després de 1669 tralladant la capital a Medan. El seu fill Tuanku Panglima Padrap va traslladar la capital a Pulo Brayan; a la seva mort, a causa d'un conflicte successori l'estat fou dividit en els de Deli (1.798 km²) i de Serdang.
El fill i successor de Tuanku Panglima Padrap va traslladar la capital a Labuhan Deli a la que va donar el nom de Deli en honor del seu origen i va nomenar els caps de les quatre tribus originals: Sepuluh Dua Kuta (Hamparan Perak i rodalia); Serbanyaman (Sunggal i rodalia); Senembah (Patumbak i Tanjung Morawa); i Sukapiring (Kampung Baru i Medan); aquestos quatre caps van enfortir la seva posició al següent regnat. Amb altres entitats independents de la costa Deli va passar sota protectorat de Siak el 1770. El 1814 el sobirà (títol raja) va rebre de Siak el títol de sultà (en un intent de mantenir la seva fidelitat enfront d'Atjeh) però el 1854 una intervenció militar achinesa (incloent una flota naval) va imposar la sobirania d'Atjeh (Achin o Aceh) i el sultà fou reconegut com a representant achinès al territori (wakil). El 1861 va entrar en contacte amb els holandesos i el 22 d'agost de 1862 va signar un tractat de protectorat que el reconeixia com independent d'Aceh i de Siak.
Sultan Ma'moen Al Rasyid Perkasa Alamsyah fou el novè sultà i va governar del 1873 al 1924. En aquesta època el sultanat fou molt pròsper degut a les seves riqueses naturals i a les concessions per a la seva explotació sobretot terres pel cultiu de tabac i altres productes que foren donats a companyies holandeses, britàniques i americanes; amb els ingressos es va construir un palau notable anomenat Maimoon el 1888 (acabat el 18 de maig de 1891) i una gran mesquita (Al-Mashun) el 1907 així com altres edificis destacant el Mahkamah Parapatan (una sala de reunions utilitzada també com a cort de justícia), tots tres edificis obra de l'arquitecte Kapten TH. Van Erp. El 1891 el govern de l'estat es va traslladar de la riba del riu Deli a Medan. Tot i l'oposició holandesa el sultà va enviar els seus fills a estudiar a escoles britàniques a Singapur i a la península Malaia, i va formar aliances matrimonials amb algunes nissagues dels estats de Malaia.
La proliferació de factories i hisendes va obligar a portar mà d'obra de l'Índia, Xina i altres llocs i la balança ètnica es va desequilibrar aflorant tensions religioses, ètniques, econòmiques i culturals, que estaven en ple desenvolupament quan van arribar els japonesos el 1941. A la rendició dels japonesos el 1945, els revolucionaris van intentar prendre el poder abans de la tornada dels aliats aprofitant que els japonesos entregaven les armes als nacionalistes. Alguns personatges que havien col·laborat amb els ocupants i caps comunistes van organitzar l'anomenada "Revolució social", que fou una campanya sagnant d'assassinats especialment d'estrangers lligats al colonialisme i de notables i aristòcrates locals; els revolucionaris van ocupar el palau de Medan i van atacar als membres de la família reial; l'arribada de tropes índies va estabilitzar la situació i finalment l'administració civil fou retornada als holandesos però cap autoritat tenia un control complet i cinc grups es disputaven el poder: l'exèrcit britànic, l'administració holandesa, el govern del sultà, els republicans i els revolucionaris del "Permuda". Poc després de la proclamació de la república Indonèsia el 17 d'agost de 1945 el govern del sultanat va reconèixer l'administració republicana i a canvi el sultanat va rebre l'administració de les duanes malaies, i la gestió cultural de tradicions i costums. Com que les pretensions holandeses d'establir la seva supremacia van arribar a un carreró sense sortida es va negociar amb els republicans als que es va transferir el poder el 1949. El sultà va restar dins el territori assignat a aquest poder i la seva família va restar rica i influent, exercint un càrrec administratiu de manera hereditària. El sultà portava el títol de Sri Paduka Tuanku Sultan (nom personal) (títol de regnat) ibni al-Marhum (títol i nom del pare), sultà de Deli; el tractament era Son Altesa. El sultà Tito Otteman Mahmud Ma'moen Padrab Perkasa Alam Syah que era tinent coronel de l'exèrcit indonesi, va morir en accident aeri el 2005 i el seu fill menor fou proclamat sultà sota regència.

## Llista de sobirans
- Tuanku Panglima Gocah Pahlawan vers 1630-1669
- Tuanku Panglima Parunggit (Marhum Kesawan) 1669-1698
- Tuanku Panglima Padrap 1698-1728
- Tuanku Panglima Pasutan 1728-1761
- Tuanku Panglima Gandar Wahid 1761-1805
- Sultan Amaluddin Mengedar Alam 1805-1850 (sultà 1814)
- Sultan Osman Perkasa Alam 1850-1858
- Sultan Mahmud Al Rasyid Perkasa Alam 1858-1873
- Sultan Ma'mun Al Rasyid Perkasa Alamsyah 1873-1924
- Sultan Amaluddin Al Sani Perkasa Alamsyah 1924-1945
- Sultan Uthman Perkasa Alam Syah 1945-1967
- Sultan Azmi Perkasa Alam Syah 1967-1998
- Sultan Tito Otteman Mahmud Ma'moen Padrab Perkasa Alam Syah 1998-2005
- Sultan Mahmud Aria Lamanjiji Perkasa Alam Syah 2005-
  - Raja Muda, Tengku Haji Hamdi, regent 2005-

## Administració
El sultanat estava dividit en dos entitats administratives (Onderafdeeling):
- Beneden Deli (Baix Deli, la part costanera)
- Boven Deli (Alt Deli, l'interior)

Dins de la primera hi havia les següents subdivisions:
- El territori dels sultans dividit en dues parts (separades per Hamperan Perak)
- Oeroeng XII Kota (Hamperan Perak) en dos parts (l'altra a la subdivisió de Boven Deli)
- Kedjoeroean Pertjoet
- Landschamp Soengaitoean

Dins de la segona hi havia:
- Sêrbanjaman (Soengel)
- Oeroeng XII Kota (Hamperan Perak)
- Soekapiring (Kampong Baroe)
- Kedjoeroean Senzembah (Deli)

## Escut i banderes
L'escut es presenta en daurat (vora vermella) amb dues corones separades per una línia discontinua diagonal (de sota cap dalt) de gules. L'escut té sobre una corona i està sostingut per una decoració daurada. A cada costat de l'escut la bandera nacional groga amb tres estels vermells un sobre l'altre a la part del pal. Davant de cada bandera un objecte que podria ser una espasa (vertical), i en horitzontal una maça, un ceptre i dues llances. Per sobre de cada bandera un triple para-sol sortint de darrere l'escut. Tot daurat excepte part de la corona, els estels de les banderes, els pals de la maça, llances i ceptre, la vora de l'escut i la línia diagonal discontinua, que són de gules. Una variant d'aquest escut inclou el fons de l'escut negre (amb les dues corones blanques), la vora i la línia diagonal blancs i les espases negres. Una tercera variació mostra l'escut en blau (corones en daurat) i la línia diagonal no es discontinua sinó en blanc i negre; el que en els altres sembla una esposa en aquesta versió és una branca de fulles amb unes cinc fulles a cada costat (10 a la branca de l'esquerra i 10 a la de la dreta) acabades amb tres flors; els estels i part de la decoració que aguanta l'escut són d'un daurat fosc. Sota una cinta d'aquest mateix daurat fosc amb una inscripció probablement en plata.
Bandera d'estat: rectangular groga amb dues flors de cinc pètals daurades una sobre l'altre a la part del pal.
Bandera civil: rectangular dividida horitzontalment negre sobre groc
Estendard del sultà: rectangular groga amb tres estels vermell un sobre l'altre a la part del pal; els estels no estan plans sinó rotats